# Ansitz Getreuenstein

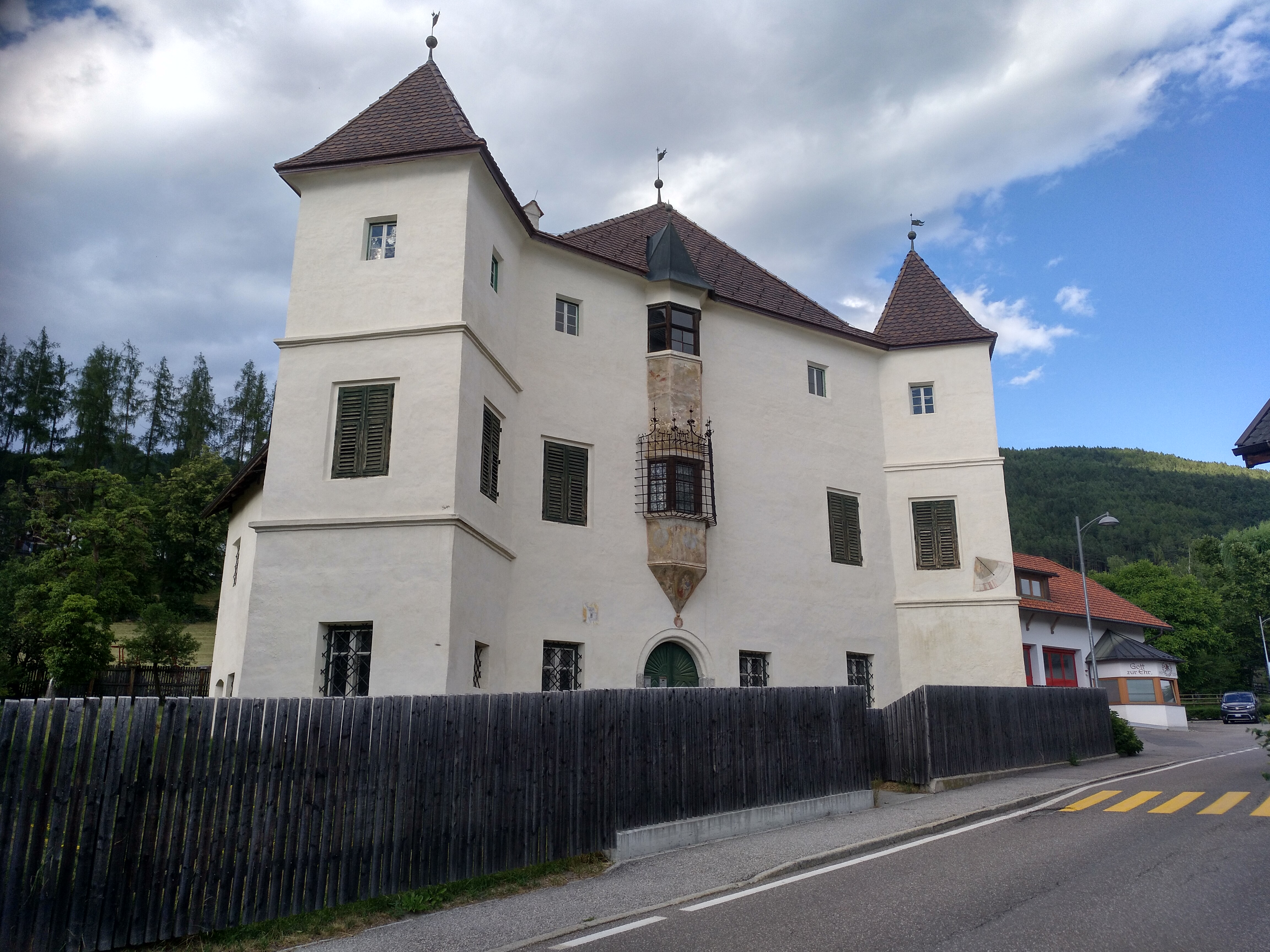
Ansitz Getreuenstein

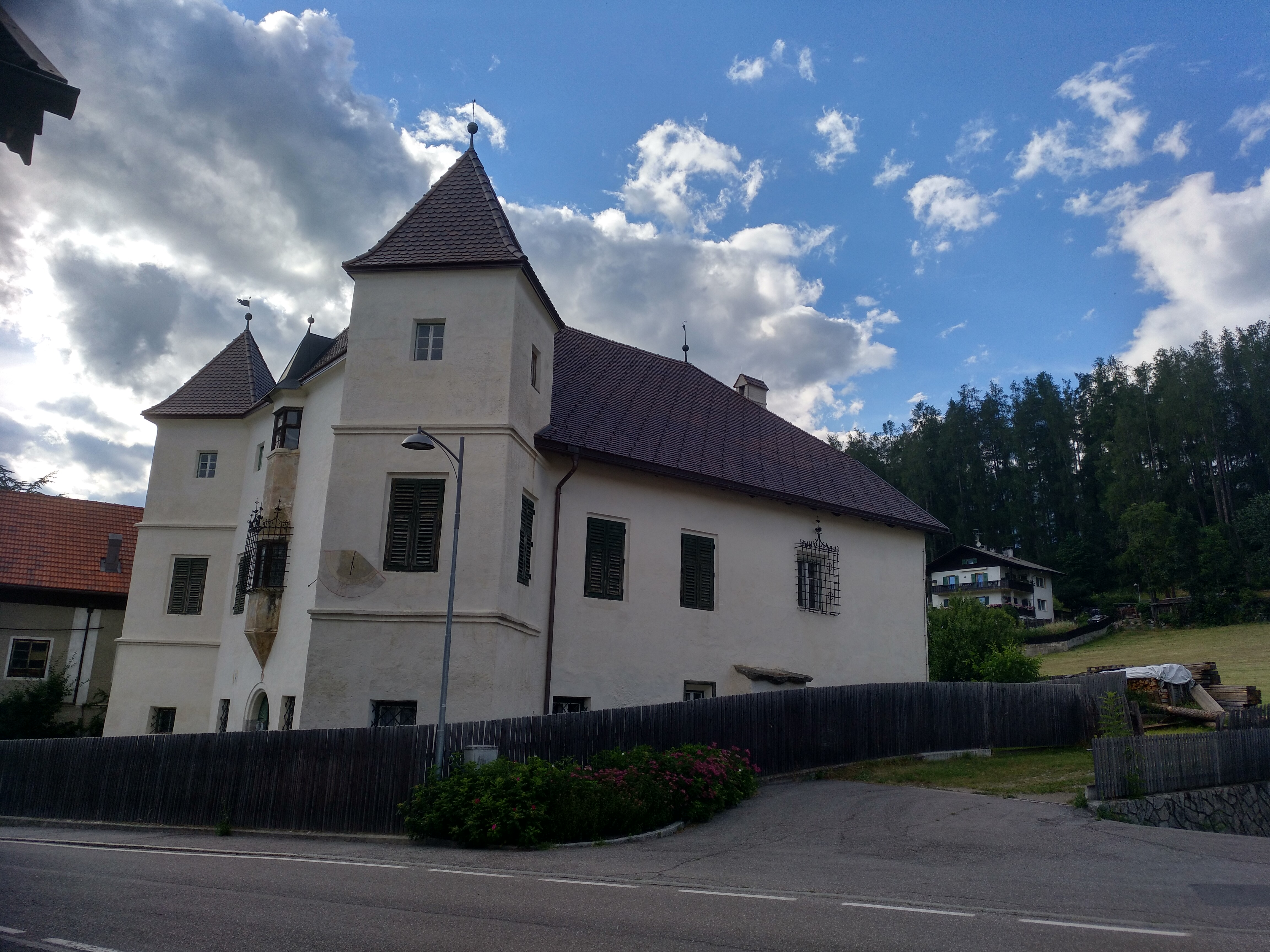
Seitenansicht

Getreuenstein ist ein alter Ansitz in Dietenheim, einer Fraktion der Gemeinde Bruneck in Südtirol.

## Geschichte
Ursprünglich stand dort das Haus am Gänsbichl, das in den 1580er Jahren von den Brüdern Anton und Wilhelm von Mor von Sonnegg und Morberg durch den heutigen, im Pustertal typischen Edelsitz im Stil der Renaissance ersetzt wurde. 1588 erhielt die Familie vom Tiroler Landesfürsten Erzherzog Ferdinand II. darauf die Freiung, den Namen Getreuenstein und die Erlaubnis danach den Namen „von und zu Getreuenstein“ zu führen. Durch seine Ehe 1648 mit Anna Christina Mor von Sonnegg und Morberg kam das Anwesen an Stefan Hölzl. Nachdem die Eigentümer in finanzielle Schwierigkeiten standen und Konkurs gingen, fiel Getreuenstein 1679 an Stefan von Wenzl zum Stock, Kirchegg und Ragen. 1788 erscheint als Besitzer Johann Michael von Rogen. Getreuenstein steht seit dem 13. Januar 1951 unter Denkmalschutz. Es handelt sich um einen Ansitz mit zwei Eckerkertürmen, steingerahmter Rundbogentür und an der Fassade einem mehrstöckigen, polygonalen Erker mit Fenstergittern. Ursprünglich war das Gebäude mit einer barockern Fassadenmalerei versehen. 